# Жумабеков, Максим Конакбаевич
Максим Конакбаевич Жумабеков (каз. Максим Қонақбайұлы Жұмабеков; род. 23 июня 1999, Домодедово, Московская область) — российский футболист, нападающий, защитник. Игрок клуба «Химки». Выступает на правах аренды в мозырской «Славии».

## Биография
Отец Конакбай Жумабеков родом из Омска — футболист-любитель команд из Домодедова, где родился Максим Жумабеков. До 12 лет занимался мини-футболом. Из-за младшего брата, который вскоре прекратил играть, перешёл в «Витязь» Подольск. С 2017 года — в тульском «Арсенале». Вскоре после смены главного тренера перешёл в команду третьего дивизиона «УОР № 5» Егорьевск. В 2016—2020 годах играл в чемпионате г. о. Домодедово за «Русь». Перед сезоном 2018/19 перешёл в «Химки-М». 15 сентября 2020 года дебютировал в «Химках» в матче Кубка России. 12 декабря 2021 года сыграл первый матч в РПЛ — в гостевой игре против «Ахмата» (1:4) вышел на 70-й минуте.
В июле 2022 года отправился в аренду в белорусский клуб «Витебск». Дебютировал за клуб 30 июля 2022 года в матче Кубка Белоруссии против брестского «Динамо». Свой первый матч в Высшей Лиге сыграл 5 августа 2022 года против «Энергетика-БГУ». Дебютный гол за клуб забил 20 августа 2022 года в матче против дзержинского «Арсенала». По ходу сезона был одним из основных игроков клуба, отличившись 5 голами в 16 матчах во всех турнирах. В ноябре 2022 года покинул клуб по окончании срока арендного соглашения.
В феврале 2023 года на правах арендного соглашения стал игроком мозырской «Славии». Дебютировал за клуб в рамках ответного кубкового матча 12 марта 2023 года, выйдя в полуфинал Кубка Белоруссии, по сумме матчей победив «Слуцк». Первый матч в рамках Высшей Лиги сыграл 14 апреля 2023 года против «Сморгони». Дебютный гол за клуб забил 2 июля 2023 года в матче против «Гомеля».